# Malthopsis retifera
Malthopsis retifera är en fiskart som beskrevs av Ho, Prokofiev och Shao 2009. Malthopsis retifera ingår i släktet Malthopsis och familjen Ogcocephalidae. Inga underarter finns listade i Catalogue of Life.